# Ulvi Gouliyev
Ulvi Gouliyev est un homme politique azéri, membre des III, IV, V et VI législatures de l'Assemblée nationale d'Azerbaïdjan, membre du comité de santé, président de l'Association des Fédérations de karaté d'Azerbaïdjan.

## Biographie
Ulvi Gouliyev est né le 17 septembre 1966 à Bakou. En 1983-1988, il est diplômé de la faculté de pharmacie de l'université de médecine d'Azerbaïdjan. En 1998-2002, Gouliyev a étudié à la faculté de droit de l'université d'État de Bakou.
Il parle russe et anglais.

### Carrière
Ulvi Gouliyev est champion d'Europe et du monde en karaté sportif.
Depuis 2002, il a travaillé comme chef de département du Comité d'État des douanes, en 2005 comme directeur général adjoint du centre sportif et de santé "Gömrükçü". Gouliyev est membre de la commission interparlementaire sur la coopération bilatérale de l'Assemblée nationale de la république d'Azerbaïdjan et de l'Assemblée fédérale de la fédération de Russie, membre des groupes de travail sur les relations avec les parlements de la République fédérale d'Allemagne, de la Belgique, Grande-Bretagne, République tchèque, Corée, Russie et Turquie.